# George Best
George Best, severnoirski nogometaš, * 22. maj 1946, Belfast, Severna Irska, † 25. november 2005, London, Anglija.
Best je med letoma 1963 in 1974 igral za Manchester United, v drugem delu kariere pa za večje število britanskih in ameriških klubov. Za Manchester United je odigral 361 prvenstvenih tekem, na katerih je dosegel 137 golov. S klubom je v letih 1965 in 1967 osvojil naslov angleškega državnega prvaka in angleški superpokal, leta 1968 pa tudi Pokal državnih prvakov. Leta 1968 je bil najboljši strelec angleške lige, prejel je tudi nagrado Zlata žoga na najboljšega nogometaša leta. 
Za severnoirsko reprezentanco je med letoma 1964 in 1966 odigral 37 uradnih tekem, na katerih je dosegel devet golov.

## Reprezentančni goli
| # | Datum             | Prizorišče | Nasprotnik | Gol za | Rezultat | Tekmovanje               |
| - | ----------------- | ---------- | ---------- | ------ | -------- | ------------------------ |
| 1 | 14. november 1964 | Lausanne   | Švica      | 1–1    | 1–2      | Kvalifikacije za SP 1966 |
| 2 | 25. november 1964 | Glasgow    | Škotska    | 1–1    | 2–3      | Britansko prvenstvo 1965 |
| 3 | 7. maj 1965       | Belfast    | Albanija   | 4–0    | 4–1      | Kvalifikacije za SP 1966 |
| 4 | 13. oktober 1968  | Belfast    | Turčija    | 1–1    | 4–1      | Kvalifikacije za SP 1966 |
| 5 | 21. april 1970    | London     | Anglija    | 1–3    | 1–3      | Britansko prvenstvo 1970 |
| 6 | 3. februar 1971   | Nicosia    | Ciper      | 3–0    | 3–0      | Kvalifikacije za EP 1972 |
| 7 | 21. april 1971    | Belfast    | Ciper      | 2–0    | 5–0      | Kvalifikacije za EP 1972 |
| 8 | 21. april 1971    | Belfast    | Ciper      | 3–0    | 5–0      | Kvalifikacije za EP 1972 |
| 9 | 21. april 1971    | Belfast    | Ciper      | 4–0    | 5–0      | Kvalifikacije za EP 1972 |